# Cornelia Gröschel
Cornelia Gröschel (Dresda, 1º dicembre 1987) è un'attrice tedesca.

## Biografia
Cornelia Gröschel è cresciuta in una famiglia di artisti a Dresda: suo padre è un cantante e insegnante di canto, sua madre è una ballerina professionista.
Da piccola Cornelia ha fatto domanda per un ruolo nella soap opera tedesca In aller Freundschaft e dal 1998 interpreta Franzi Moers negli episodi dal 2 al 16.
Nel 2001 è apparsa nel ruolo principale nell'adattamento cinematografico di Heidi di Markus Imboden, a cui presero parte anche Robert Stadlober e Paolo Villaggio nel ruolo di Großvater .
Dopo un soggiorno di dieci mesi in Sud Africa e il diploma al St. Benno Gymnasium di Dresda-Johannstadt, dal 2007 al 2011 ha studiato recitazione all'Università di Musica e Teatro "Felix Mendelssohn Bartholdy" di Lipsia. Durante gli studi ha partecipato come ospite al Neues Theatre Halle.
Nel 2010 ha interpretato Giulietta nella tragedia shakesperiana Romeo e Giulietta all'Hexenkessel Hoftheater nel Monbijoupark di Berlino.
Dal settembre 2011 fa parte della troupe del Badisches Staatstheater Karlsruhe.
Nel 2012 è stata nominata per il Young Actress of the Year Award tedesco per il ruolo della Madre nella produzione teatrale dell'opera teatrale di Peter Handke Immer noch Sturm (Still Storm).
Gli altri ruoli da protagonista di Cornelia Gröschel in televisione includono un episodio del 2006 della serie poliziesca Polizeiruf 110 intitolato Schneewittchen (Snow White), un ruolo da protagonista nella fiaba del 2012 Die Schöne und das Biest, trasmessa dalla ZDF, e nel 2013 la sitcom satirica Lerchenberg, sempre sulla stessa rete televisiva.
Nel 2015 recita nel film Silvia S. nel ruolo di Caro Gisecke, mentre nel 2020 è la protagonista Wendy nel film Freaks - Una di noi di Felix Binder.

## Filmografia

### Cinema
- Das Geheimnis, regia di Dani Levy - cortometraggio (1999)
- Heidi, regia di Markus Imboden (2001)
- Lo Stato contro Fritz Bauer (Der Staat gegen Fritz Bauer), regia di Lars Kraume (2015)
- Planet Ottakring, regia di Michael Riebl (2015)
- The Undesired Job, regia di Tereza Hirsch - cortometraggio (2018)
- Freaks - Una di noi (Freaks: You're One of Us), regia di Felix Binder (2020)

### Televisione
- Heimatgeschichten – serie TV, 1 episodio (1998)
- Schlosshotel Orth – serie TV, episodio 4x06 (1999)
- Einmal Himmel und retour, regia di Thomas Jacob – film TV (2000)
- Klinik unter Palmen – serie TV, episodi 6x01-6x02-6x03 (2001)
- Lilly unter den Linden, regia di Erwin Keusch – film TV (2002)
- Hilfe, ich bin Millionär, regia di Karola Meeder – film TV (2003)
- Für immer verloren, regia di Uwe Janson – film TV (2003)
- Experiment Bootcamp, regia di Andreas Linke – film TV (2004)
- Tornado - La furia del cielo (Tornado - Der Zorn des Himmels), regia di Andreas Linke – film TV (2006)
- Abschnitt 40 – serie TV, episodio 4x08 (2006)
- Wie verführ' ich meinen Ehemann, regia di Karola Hattop – film TV (2007)
- Liebling, weck die Hühner auf, regia di Matthias Steurer – film TV (2009)
- Squadra speciale Lipsia (SOKO Leipzig) – serie TV, episodio 10x15 (2010)
- Die Schöne und das Biest, regia di Marc-Andreas Bochert – film TV (2012)
- In aller Freundschaft – serie TV, 11 episodi (1998-2013)
- Tiere bis unters Dach – serie TV, episodio 4x08 (2014)
- Be My Baby, regia di Christina Schiewe – film TV (2014)
- Polizeiruf 110 – serie TV, 3 episodi (2006-2014)
- SOKO Wismar – serie TV, episodio 11x06 (2014)
- Eine wie diese, regia di Franziska Buch – film TV (2015)
- Nele in Berlin, regia di Kathrin Feistl – film TV (2015)
- Dengler – serie TV, episodio 1x01 (2015)
- Überleben an der Scheidungsfront, regia di Titus Selge – film TV (2015)
- Große Fische, kleine Fische, regia di Jochen Alexander Freydank – film TV (2015)
- Silvia S.: Blinde Wut, regia di Friedemann Fromm – film TV (2015)
- Lerchenberg – serie TV, 8 episodi (2013-2015)
- Bettys Diagnose – serie TV, episodio 2x11 (2016)
- Il commissario Lanz (Die Chefin) – serie TV, episodio 6x04 (2016)
- Königin der Nacht, regia di Emily Atef – film TV (2017)
- Honigfrauen, regia di Ben Verbong – miniserie TV, 3 puntate (2017)
- Ultima traccia: Berlino (Letzte Spur Berlin) – serie TV, episodi 6x10-6x12 (2017)
- Willkommen bei den Honeckers, regia di Philipp Leinemann – film TV (2017)
- Donna Leon – serie TV, episodio 1x24 (2018)
- Fischer sucht Frau, regia di Sinan Akkus – film TV (2018)
- Lena Lorenz – serie TV, episodio 4x01 (2018)
- Gli specialisti (Die Spezialisten - Im Namen der Opfer) – serie TV, episodio 3x03 (2018)
- Schwartz & Schwartz: Mein erster Mord, regia di Rainer Kaufmann – film TV (2018)
- Wilsberg – serie TV, episodio 1x61 (2018)
- Aenne Burda - La donna del miracolo economico (Aenne Burda: Die Wirtschaftswunderfrau), regia di Francis Meletzky – miniserie TV (2018)
- Der Koch ist tot, regia di Markus Sehr – film TV (2019)
- Schwartz & Schwartz: Der Tod im Haus, regia di Jobst Oetzmann – film TV (2019)
- Schwartz & Schwartz: Bestie von Malchow, regia di Alexander Adolph – film TV (2020)
- Gli omicidi del lago (Die Toten vom Bodensee) – serie TV, episodio 1x15 (2022)
- Einspruch, Schatz! – serie TV, episodio 1x01 (2023)
- Tatort – serie TV, 9 episodi (2019-2023)

## Doppiatrici italiane
Nelle versioni in italiano delle opere in cui ha recitato, Cornelia Gröschel è stata doppiata da:
- Eva Padoan in Aenne Burda - La donna del miracolo economico
- Benedetta Ponticelli in Freaks - Una di noi
- Chiara Oliviero in Tatort